# (6075) Zajtsev
(6075) Zajtsev (1976 GH2) – planetoida z grupy pasa głównego asteroid okrążająca Słońce w ciągu 5,6 lat w średniej odległości 3,15 j.a. Odkryta 1 kwietnia 1976 roku.